# Solothurn-Lebern
Die Amtei Solothurn-Lebern besteht aus den beiden solothurnischen Bezirken Solothurn und Lebern. Sie umfasst 16 Gemeinden mit 57'900 Einwohnern und besitzt damit 23 Mandate für den Solothurner Kantonsrat. Seit 2005 gilt die Amtei als Wahlkreis für die Kantonalwahlen.

## Politik
Bei den Kantonsratswahlen vom 9. März 2025 ergab sich für die Amtei Solothurn-Lebern folgende Sitzverteilung: SP und JUSO 6, FDP 5, SVP 5, Mitte 3, Grüne 2 und GLP 2.